# Tatort: Blue Lady
Blue Lady ist der 237. Fernsehfilm der Krimireihe Tatort und der vierte Fall mit Kommissar Max Palu als Ermittler. Es geht um einen Totschlag im Telefonsex-Milieu.

## Handlung
Jutta sitzt mit ihrer Freundin Anne am Tresen und macht ihr Vorhaltungen. Gegenüber sitzt ein reifer Herr und scheint die beiden zu beobachten – mit einem Glas Pastis in der Hand. Der Grund, weswegen sich die Damen im Streit trennen, ist für den Beobachter nicht ersichtlich. In der Videothek, in der Jutta beschäftigt ist, berichtet sie dem Chef Rainer Seifert von dem Vorfall. Anne betritt – zufällig gemeinsam mit dem Pastis-Trinker – die Videothek und droht, die Polizei über die „Sache“ zu informieren. Auf dem Nachhauseweg wird Anne von Rainer bekniet, in die Sache einzusteigen. Sie weist ihn ab. Dann erhält Anne noch späten Besuch.
Kriminalhauptkommissar Max Palu wird in die Wohnung von Anne gerufen, in der diese tot auf dem Boden liegt. Palu betrachtet eingehend ein Foto der Toten mit Rainer Seifert und trifft Jutta, die Rainers Schwester ist, in dessen Wohnung an. Sie leugnet, Anne gekannt zu haben. Als Rainer wieder zuhause ist, rufen sie einen gewissen Wagner wegen der „Sache“ an und drohen ihm, seinem Chefarzt die Kassette zu schicken. Rainer Seifert steht wegen Zahlungsversäumnissen unter Druck.
Die Tote starb an einem Bruch des Nackenwirbels, verursacht durch einen Sturz – sie hatte aber auch leichte Würgemale am Hals. In ihrer Wohnung wurden ein hoher Bargeldbetrag und ein rosafarbener Notizzettel mit Familiennamen, Telefonnummern und Geldbeträgen gefunden. Diese Art von Notizzetteln hatte Palu bereits bei Jutta gesehen.
Kommissar Spies folgt Jutta in ein Wohnhaus, und Palu fährt Rainer Seifert hinterher. Seifert fährt ins Krankenhaus nach Trier, wo er auf den leitenden Oberarzt Dr. Wagner, den Pastis-Trinker, wartet – ihn aber nicht anspricht. Spies findet heraus, dass Jutta als Telefonsexhostess arbeitet. Das vergrößert den Kreis der Verdächtigen enorm. Mehrere von ihnen, ein Student, ein Fernfahrer und ein Verkäufer, können jedoch ihre Motivation plausibel erklären und ein Alibi angeben.
Unterdessen verdoppeln Jutta und Rainer den von Wagner verlangten Betrag. Nachdem zunächst keine Reaktion erfolgt ist, wird Frau Wagner am Telefon eine Aufnahme eines Telefonsexgesprächs ihres Mannes vorgespielt. Die ehrgeizige Gattin fordert den Arzt auf, die Angelegenheit zu regeln. Der setzt sich mit Jutta in Verbindung und gibt ihr gegenüber vor, den ursprünglich geforderten Betrag abgeschickt zu haben. Nachdem Spies Palu von seinen eigenen Erfahrungen mit kommerziellem Telefonsex berichtet hat, bringt Palu durch einen Anruf beim Telefonsexanbieter in Erfahrung, wie sich Jutta am Anfang eines Gespräches beschreibt. Daraus schlussfolgert er, dass nicht Anne, sondern Jutta die von Dr. Wagner Gesuchte war. Dieser passt Jutta an dem Postfach ab, in dem sie die Kassette deponiert hat. Später bringt er Jutta in seine Gewalt, berichtet ihr mit vorgehaltener Pistole von der Ermordung Annes und verlangt von ihr die Kassette. Jutta kann jedoch zunächst fliehen, wird dann aber wieder überwältigt. Als Wagner in Juttas Wohnung kommt, um die Kassette abzuholen, wartet dort aber verdeckt im Sessel sitzend bereits Palu.

## Kritik
Die Kritiker der Fernsehzeitschrift TV Spielfilm fanden, „Regisseur Hans-Christoph Blumenberg ("Tausend Augen") gelingt es nicht, die Schwächen des Drehbuchs auszugleichen“. Sie beurteilten diesen Tatort nur mittelmäßig mit: „Gediegene Mördersuche mit Schwächen“.

## Trivia
Die Filmhandlung ist zeitlich am Anfang der Finalrunde der Fußballweltmeisterschaft im Juni 1990 angesiedelt: im Autoradio Palus läuft zunächst die Übertragung des mittlerweile legendären Achtelfinalspiels Deutschlands gegen die Niederlande; später wird auch der Platzverweis Rudi Völlers in diesem Spiel und das darauffolgende Aufeinandertreffen Deutschlands mit der ČSFR thematisiert. 
Am Anfang des Films und in einer späteren Szene hat Palu den 1977 erschienenen Roman Abschiedswalzer von Milan Kundera in einer 1989 beim Carl Hanser Verlag herausgegebenen Auflage in der Hand. Bei ihrem ersten Aufeinandertreffen lobt Palu der Romanistik-Studentin Jutta gegenüber den Roman Le Ventre de Paris (dt.: Der Bauch von Paris) von Émile Zola, den dieser 1873 veröffentlichte.
Im Film ist ein Wegweiser zu einem Krankenhaus mit dem fiktionalen Namen Städtisches Krankenhaus Trier zu sehen. Die drei Krankenhäuser der Stadt haben andere Namen.
Spies bediente sich selbst in der Wohnung Palus und öffnete eine Flasche hochwertigen Weins: Remy Grand Cru. Während des Abspanns läuft der Song You Just Can't Buy Love von Joyce Faber, dessen Text von der Sängerin stammt und dessen Musik vom im Film in der Rolle des Rainer Seifert mitspielenden Konstantin Wecker komponiert wurde. 